# Nymphenpitta
Der Nymphenpitta (Pitta nympha) ist ein in Ostasien vorkommender Sperlingsvogel aus der Gattung Pitta innerhalb der Familie der Pittas (Pittidae). Der Nymphenpitta wird manchmal auch als Neunfarbenpitta bezeichnet. Dieser Name wird jedoch auch für den in Indien verbreiteten Bengalenpitta verwendet. Die Art wird laut der Rote Liste gefährdeter Arten der IUCN aufgrund der Abholzung in ihrem Brutgebieten als gefährdet (vulnerable) eingestuft.

## Aussehen

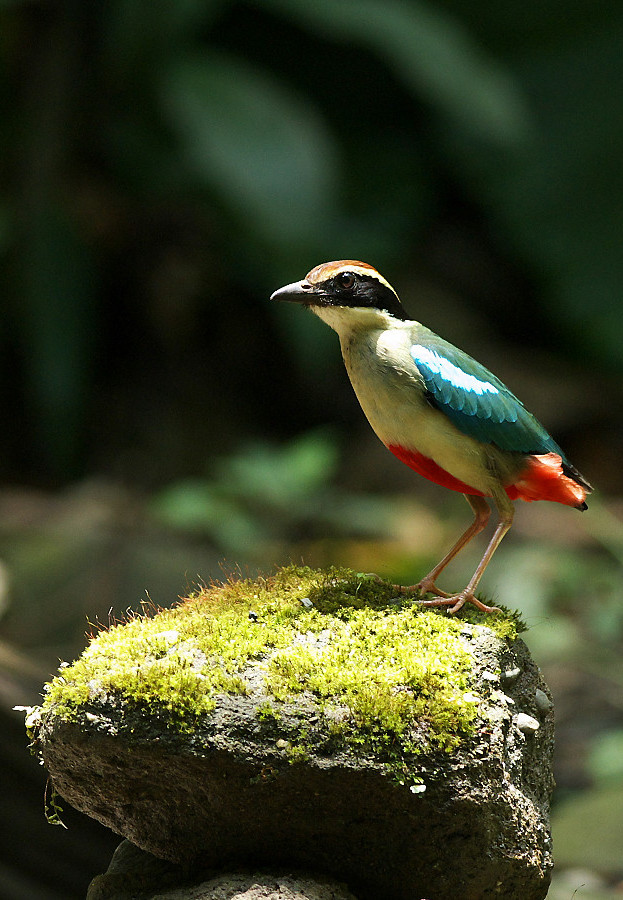
Nymphenpitta (Pitta nympha)

Der Nymphenpitta erreicht eine Körperlänge von 16 bis 20 Zentimeter und ein Körpergewicht von 67 – 155 Gramm. Die Art besitzt einen relativ großen Kopf, lange und breite Schwingen, jedoch nur einen kurzen Schwanz, so dass die Handschwingen über dessen Spitze hinausragen. Die Haltung ist aufrecht.

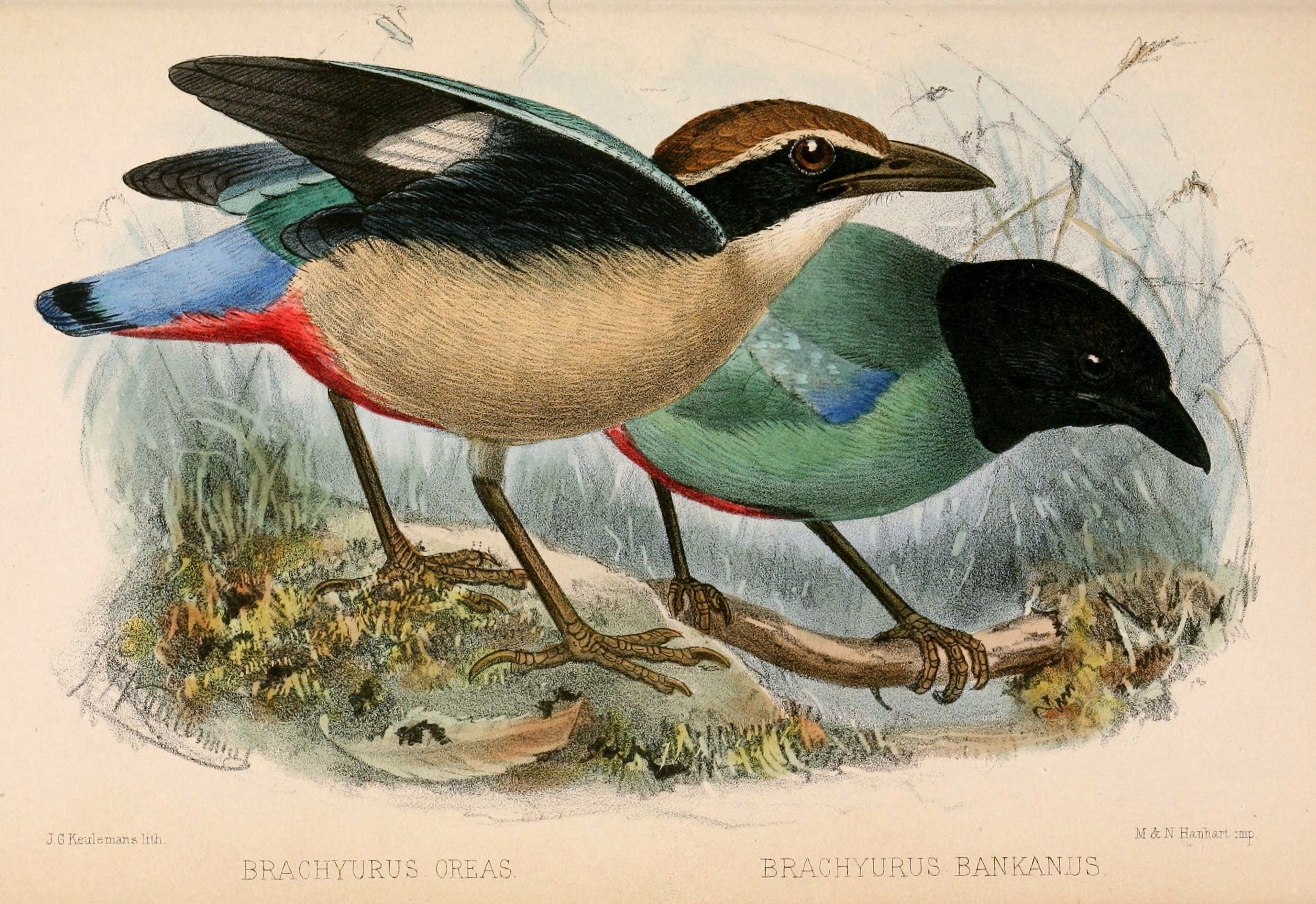
Nymphenpitta (links) und Kappenpitta (Pitta sordida) in einer Darstellung von 1870

Der Nymphenpitta besitzt ein sehr farbenfrohes Gefieder. Die Krone weist eine kastanienbraune Färbung auf, die Stirn ist mit einem schwarzen Mittelstreif besetzt. Die schwarze Gesichtsmaske erstreckt sich vom Schnabel über die Augen mit schwarzer Iris bis zum Nacken und wird nach oben von einem markanten, hell gelbbraunen Überaugenstreif begrenzt, der sich ebenfalls bis zum Nacken hinzieht. Kinn, Kehle und Brustgefieder weisen eine blasse gelbliche Färbung auf, während die Schulterfedern und das Ober- und Rückengefieder apfelgrün gefärbt sind. Im Flug erscheinen die äußeren Deckfedern und die Handschwingen schwarz. Die Oberschwanzfedern sind von einer leuchtend blauen, der Unterbauch und die Unterschwanzfedern hingegen von einer leuchtend roten Färbung. Die Beine sind blassrosa bis fleischfarben und enden in vier Zehen, von denen eine nach hinten zeigt. Der längliche und kräftig gebaute Schnabel ist bei adulten Vögeln schwarz, bei juvenilen Exemplaren eher dunkelbraun mit oranger Spitze. Die Jungvögel weisen allgemein eine mattere Färbung auf und besitzen weiße Punkte auf den mittleren Deckfedern.
Die Art ähnelt dem verwandten Kleinen Blauflügelpitta (Pitta moluccensis), jedoch ist letzterer größer. darüber hinaus unterscheiden sich die beiden Arten in der Färbung ihrer Krone, die bei Pitta moluccensis gelbbraun gefärbt ist. Der Kleine Blauflügelpitta weist ein helleres Blau der Rumpf- und Oberschwanzfedern auf. Außerdem sind alle Flügeldecken blau und die Unterseite weist eine dunklere gelbbraune Tönung auf.

## Habitat und Ökologie

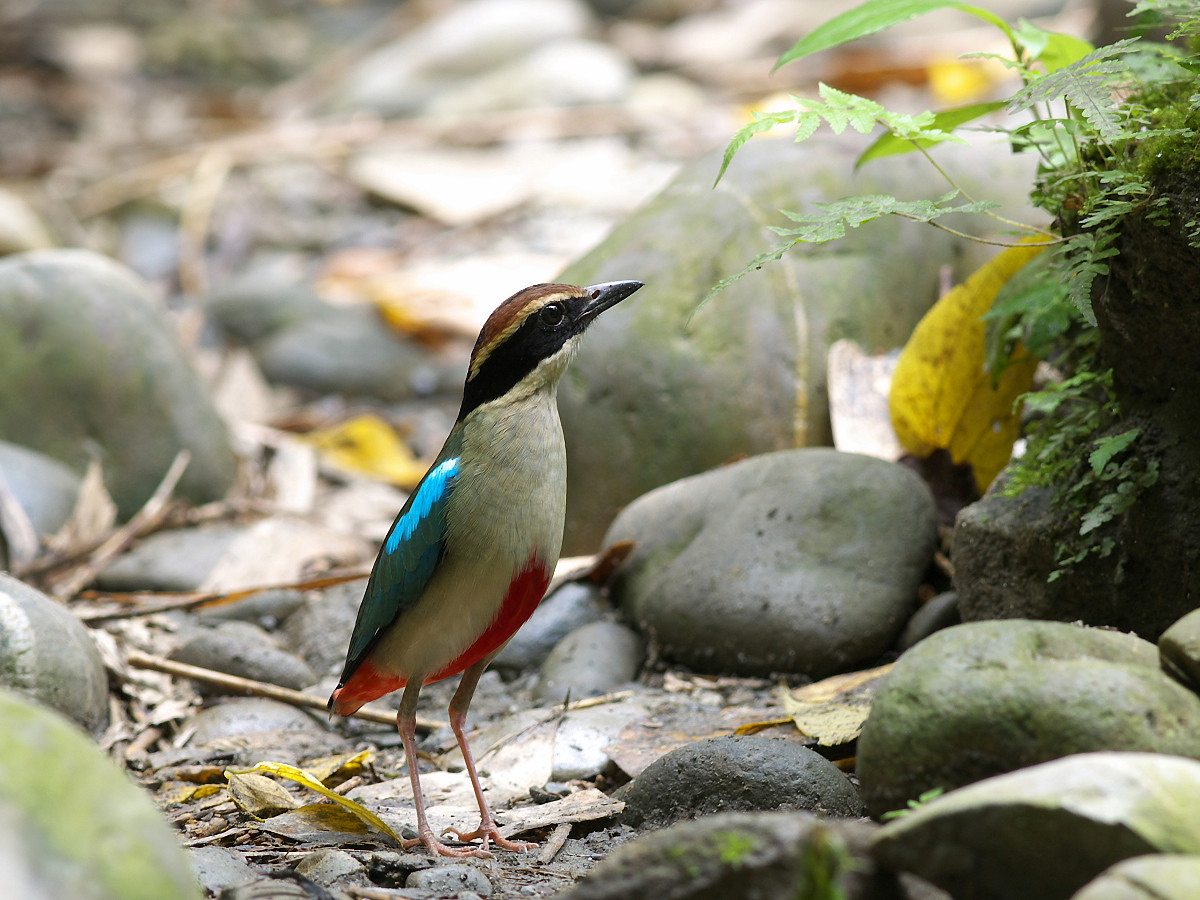
Nymphenpitta im Habitat

Die Brutplätze des Nymphenpitta befinden sich in der Regel in subtropischen Wäldern. Das örtlich konzentrierte Brutvorkommen des Nymphenpitta weist auf spezielle Ansprüche an das Habitat hin. In Japan brüten die Vögel vor allem in immergrünen Laubwäldern in Küstennähe bis zu einer Höhe von 500 Metern. Es sind jedoch auch Bruten auf Plantagen bezeugt, ein Hinweis darauf, dass die Art sich auch an veränderte Lebensräume anpassen kann. In Südkorea brütet der Nymphenpitta in dichten feuchten Wäldern und Laubwäldern in der Nähe der Küste bis zu 1200 Meter über dem Meeresspiegel. Das Vorkommen auf der Insel Jeju ist dabei auf die Südseite der Insel beschränkt.
Auf Taiwan befinden sich die Brutareale der Art an den Hängen von Hügeln unterhalb von 1300 Metern. Die Brutsaison beginnt hier Ende April, wenn die adulten Männchen mit dem Singen beginnen. Mitte bis Ende Mai oder Anfang Juni legt das Weibchen drei bis fünf cremigweise Eier mit violett-braunen Sprenkeln. Weniger als Eier sind jedoch selten. Das kuppelförmige Nest wird normalerweise vornehmlich aus Zweigen, Gräsern und Wurzelfasern in kleinen Felsspalten oder im Blattwerk in bis zu 5 Metern über dem Boden errichtet. Manchmal gibt es zusätzlich eine kleine Plattform vor dem Nest. Es ist 45 Zentimeter breit und circa 40 Zentimeter hoch und besitzt einen seitlichen Eingang. Die Jungen schlüpfen ab Anfang Juni und werden von beiden Elternvögeln gefüttert, die während der Brutzeit in einem Umkreis von 100 bis 400 Metern stets in der Nähe des Nestes bleiben. Der Nymphenpitta ernährt sich hauptsächlich von Wirbellosen wie Würmern, Spinnen, Insekten und deren Larven sowie Schnecken, die er am Boden unter dem Laubstreu aufnimmt. Regenwürmer machen dabei während der Brutzeit den weitaus größten Teil der Nahrung aus. Vor dem Flüggewerden fressen die Jungvögel etwa 70 bis 80 Würmer pro Tag.  Gelegentlich erbeutet er auch kleine Schlangen oder Nagetiere. In Gefangenschaft sind Nymphenpitta dabei beobachtet worden, wie sie Steine als Amboss zum Öffnen von Schneckenhäusern benutzten. Die Nahrungssuche findet im Unterholz und auf dem Boden statt, die Männchen singen hoch in den Bäumen.
Der Nymphenpitta ist Träger eines parasitären Fadenwurms der Gattung Strongyloides. Es wird vermutet, dass die Fadenwürmer epizootische Seuchen unter den Vogelpopulationen verursachen könnten.

## Verbreitung und Bestand
Die Brutgebiete des Nymphenpittas liegen in Japan, Südkorea, Taiwan und dem südlichen chinesischen Festland. In Japan brütet er vor allem auf Kyūshū, Shikoku und im Westen und Süden von Honshū. Auch auf Tsushima existieren Brutvorkommen. Die koreanischen Brutvorkommen liegen vor allem im Süden der Halbinsel, z. B. auf den Inseln Geoje und Jeju.
Das Überwinterungsgebiet umfasst hauptsächlich Borneo, d. h. den Osten Malaysias, Brunei und Kalimantan. Weiterhin sind Sichtungen aus Nordkorea, Vietnam, Hongkong und Thailand bekannt. Auch aus Nordhonshū und Hokkaidō sind einzelne Sichtungen überliefert. Untersuchungen in Jiangxi, Guangxi und Hainan konnten bisher unbekannte Standorte identifizieren.
Insgesamt beträgt die Gesamtpopulation wahrscheinlich nicht mehr als einige tausend Individuen, jedoch keinesfalls mehr als 10.000 Exemplare. Schätzungen gehen von einem Gesamtbestand von 1.500 – 7000 erwachsenen Exemplaren aus. Schätzungen zufolge umfasst die Brutpopulation Taiwans ca. 2000 Individuen. Die japanische Population umfasst nicht mehr als 150 Individuen, obwohl Erhebungen in den Jahren 1997–2002 auf ein Anwachsen der Population im Vergleich zu den siebziger Jahren schließen lassen.

## Systematik
Die Art ist monotypisch. Eine zweite Unterart Pitta nympha melli wurde 1923 von Erwin Stresemann 1923 in Südchina anhand unterschiedlicher Größe beschrieben. Obwohl Forschungen nahelegen, dass nördliche Vertreter des Nymphenpitta allgemein etwas größer sind als ihre südlichen Artgenossen, ist es zweifelhaft, ob diese Unterschiede ausreichend sind, um eine Trennung in zwei Unterarten zu rechtfertigen.
Der Nymphenpitta bildet zusammen mit dem Bengalenpitta (P. brachyura), dem Kleinen Blauflügelpitta (P. moluccensis) und dem Mangrovenpitta (P. megarhyncha) eine Superspezies. Früher wurde die Art häufig als konspezifisch mit Pitta brachyura angesehen, die beiden Arten unterscheiden sich jedoch in ihrer Morphologie, dem Gefieder und den Lautäußerungen.

## Gefährdung und Schutzmaßnahmen

### Bedrohung
Pitta nympha wird von der IUCN als gefährdet eingestuft, da die Population aufgrund der Rodung der Wälder in den Brutgebieten für die Landwirtschaft und die Holzindustrie rapide sinkt. Eine weitere Gefährdung stellt das Abfangen der Zugvögel mittels Käfigen für den illegalen Handel in der Vergangenheit in Taiwan und die Vogeljagd in China dar. Unkontrollierte Waldbrände haben weitere Waldflächen vernichtet. Hinzu kommen Störungen durch den Menschen in Taiwan und Südkorea sowie insbesondere in Japan, wo die Art vor allem während der Brut häufig von Fotografen belästigt wird. Das „Wichtige Vogelgebiet“ Huben-Hushan (Important Bird Area – IBA) im Landkreis Yunlin im Westen Taiwans beheimatet die größte Brutpopulation des Nymphenpittas, ist jedoch durch das geplante Hushan-Staudammprojekt stark bedroht, das 422 Hektar des Habitats fluten würde. Trotz Widerstand von Umweltschutzgruppen wurde das Projekt bislang nicht gestoppt und Störungen auf der Baustelle haben bereits zu einer Abnahme der Brutpaare von 32 auf 18 im Jahr 2007 geführt.

### Schutzmaßnahmen
Der Nymphenpitta ist im Anhang II des Washingtoner Artenschutzübereinkommens gelistet und genießt somit gesetzlichen Schutz in China, Taiwan, Japan, Nordkorea und Südkorea. Die seltene Vogelart kommt in einigen wichtigen Schutzgebieten vor, von denen vor allem der Nationalpark auf der südkoreanischen Insel Geoje zu nennen ist, der ein wichtiges Brutgebiet in Südkorea darstellt. In der Vergangenheit haben sich Birdlife International und der Wildvogelverband Taiwan erfolgreich gegen den Kiesabbau in dem wichtigen Vogelgebiet Huben-Hushan eingesetzt, jedoch hat der Bau des Staudamms in demselben Gebiet trotz einer Protestkampagne von Birdlife International und des Wildvogelverbandes Taiwan bereits begonnen. In Japan wird der Nymphenpitta unter 1B auf der Roten Liste geführt, was einem Status als „stark gefährdet“ (endangered) entspricht.
Zukünftige Schutzmaßnahmen zum Erhalt der Art schließen weitere Erhebung über die Brutgebiete und eine weitergehende Erforschung des Vorkommens und der Verbreitung ein. Die genauere Erforschung der Ökologie des Nymphenpitta und seiner Ansprüche an das Habitat sind zum Zwecke der verbesserten Waldbewirtschaftung in Schutzgebieten mit Nymphenpitta-Vorkommen notwendig. Weitere Waldgebiete, in denen diese und andere gefährdete Arten vorkommen, müssen ebenfalls geschützt und entsprechend verwaltet werden. Ferner muss der adäquate Schutz bereit geschützter Areale sichergestellt werden, um die Jagd und Fallenstellen in diesen Gebieten zu unterbinden. Auch rät die IUCN an, den Widerstand gegen das Hushan-Staudammprojekt fortzusetzen, um eines der wichtigsten Brutgebiete dieser Art zu erhalten.